# Ајкуле
Ајкуле или морски пси (Selachimorpha) су кичмењаци из групе рушљориба (риба са хрскавичавим скелетом, Chondrichthyes). Заједно са ражама, дрхтуљама, листовима, тестерашима и сличним животињама чине групу Elasmobranchii (шкрге у облику прореза). Under this broader definition, the earliest known sharks date back to more than 420 million years ago. Acanthodians are often referred to as "spiny sharks"; though they are not part of Chondrichthyes proper, they are a paraphyletic assemblage leading to cartilaginous fish as a whole.
Ајкуле су рибе грабљивице вретенастог, мишићавог тела, шиљате главе са пет врста пераја:
- грудна пераја су парна и дижу ајкулу кад плива,
- парна трбушна као и једно или два непарна дорзална (леђна) је стабилизују,
- непарно анално код врста које га имају и на крају
- репно које убрзава ајкулу.

Размножавају се на три начина:
- овипарне - легу јаја,
- вивипарне - рађају живе младунце и
- ововипарне - развијају се из јаја али у телу мајке па се рађа већ развијена ајкулица.[3]

Ајкуле су обично дуге од 1 до 20 метара. Међу најпрождрљивије ајкуле спадају Carcharhinus leucas (бик-ајкула или Замбези ајкула), једина која може да опстане и у слаткој води (4 до 5 минута), и Carcharodon carc, велика бела ајкула (10 до 13 метара).
Рибе којих се људи највише плаше у мору, ајкуле, стара су група чија историја почиње пре 500 милиона година. Скелет им је као код њихових сродника, ража и химера, хрскавичав. Кожа им је прекривена зуболиком крљушти. Застрашујући низ оштрих зуба у чељустима ајкула у ствари је само преображена крљушт. За разлику од риба са коштаним скелетом, ниједна ајкула нема рибљи мехур, те им тела не пливају по води и баш због мехура могу без тешкоћа нагло да мењају дубину. Да не би потонула, ајкула мора да плива без престанка. Међутим, познате су и врсте које то не морају да раде, јер „умеју“ да нађу неку слабу подводну струју која им омогућава проток воде кроз шкрге чак и кад мирују. Репно пераје има дужи горњи и краћи доњи режањ, заједно са крупним грудним перајима налик крилима, који одржавају ајкулино тело у равнотежи.
Ајкула се по величини значајно разликује од мале морске мачке до кит ајкуле, највеће рибе на свету. Али овај колос и огромна џиновска ајкула су безопасна бића, која крстаре близу површине, филтрирајући храну из планктона. Неке ајкуле које живе при дну, такође су безопасне и хране се раковима и шкољкама дробећи их својим тупим зубима. Најозлоглашеније су ајкуле псине, као што је мако ајкула, пешчана ајкула, тиграста ајкула и велика бела ајкула, застрашујући актер филмова и романа. Сви су добри и брзи пливачи. Уста су им полумесечаста и смештена далеко испод и напред извучене њушке, због чега плену прилазе с доње стране, окрећући се на леђа. У стању су да одгризу велике комаде меса са тела плена. Ајкуле лове помоћу чула мириса, чији центар заузима значајан део мозга. Очи им помажу тек када се сасвим приближе жртви.

## Еволуција
Евиденција постојања ајкула датира од ордовицијумског периода, пре 450–420 милиона година, пре појаве копнених кичмењака и пре него што су многе биљке колонизовале континенте. Од првих ајкула пронађене су само крљушти. Сви палеонтолози се не слажу да оне потичу од правих ајкула, већ претпостављају да те крљушти заправо припадају целолепидним агнатанима. Најстарије опште прихваћене крљушти ајкула потичу од пре око 420 милиона година, из силурног периода. Прве ајкуле су изгледале веома различито од модерних ајкула. У то време је најчешћи зуб ајкуле био кладодонт, врста танког зуба окруженог мањим шиљцима, што је помагало у хватању рибе. Већина модерних ајкула може се пратити до пре око 100 милиона година. Већина фосила су зуби, обично у великом броју. Делимични костуру и чак комплетни фосилизовани остаци су били откривени. Процене указују на то да ајкули расту десетине хиљада зуба током живота, што објашњава изобиље фосила. Зуби се састоје од локо фосилизованог калцијум фосфата, апатита. Кад ајкула умре, декомпозирајући костур се распада, распршујући апатитне призма. Презервација захтева брзо сахрањивање у седиментима дна.
Међу најстаријим и најпримитивнијим ајкулама је Cladoselache, од пре око 370 милиона година, која је била нађена унутар палеозоичког слоја у Охају, Кентакију и Тенесију. У то време у историји Земље те стене су сачињавале меко седиментарно дно великог, плитког океана, који се пружао преко највећег дела Северне Америке. Cladoselache је била само око 1 m дуга са крутим троугластим перајима и витким чељустима. Њени зуби су имали неколико истакнутих кврга, које су биле похабане од употребе. Судећи по малом броју зуба нађених заједно, претпоставља се да Cladoselache није замењивала зубе са учесталошћу типичном за модерне ајкуле. Њена репна пераја су имала сличан облик са великом белим ајкулама и краткорепим и дугорепим мако ајкулама. Присуство целе рибе постављене од положају са репом прво у њиховом стомаку сугерише да су оне биле веома брзи пливачи са великом окретношћу.
Већина фосилних ајкула од пре око 300 до 150 милиона година се може сврстати у једну од две групе. Xenacanthida су скоро ексклузивне за слатководно окружење. До времена кад је ова група изумрла пре око 220 милион година, оне су биле раширене широм света. Друга група, Hybodontiformes, се појавила пре око 320 милиона година и живели су у већини океана, али исто тако у слаткој води. Резултати једне студије са фокусом на структури шкрга која је спроведена 2014. године на једном необично добро очуваном фосилу старом 325 милиона година сугеришу да ајкуле нису „живи фосили”, већ да су еволуирале у знатнијој мери него што се раније мислило, током стотина милиона година свог постојања.
Модерне ајкуле су почеле да се појављују пре око 100 милиона година. Фосил зуба ајкуле из Lamniformes је датиран на период ране креде. Једна од породица које су еволуирале у ближој прошлости је морски пас чекићем (фамилија Sphyrnidae), који се појавио у еоцену. Најстарији зуби беле ајкуле потичу из периода пре од 60 до 66 милиона година, из времена изумирања диносауруса. Током ране еволуције беле ајкуле постојале су бар две лозе: једна лоза су беле ајкуле са грубо раздвојеним зубима и из ње су вероватно проистекле модерне велике беле ајкуле, и друга лоза белих ајкула са фино раздвојеним зубима. Ове ајкуле су достигле гигантске пропорције и обухватају изумрлу мегазубну ајкулу, C. megalodon. Попут већине изумрлих ајкула, C. megalodon је првенствено позната по својим фосилним зубима и кичми. Ова гигантска ајкула је достизала тоталну дужину од више од 16 m. Могуће је да је C. megalodon имала максималну тоталну дужину од 20,3 m и масу од 103 тоне. Палеонтолошка евиденција сугерише да је ова ајкула била активни предатор великих китова.